# Gabrijel Gruzijski
Sveti Gabrijel Gruzijski (gruz. წმიდა გაბრიელ ქართველი), rođen kao Goderdzi Urgebadze (gruz. გოდერძი ურგებაძე; 26. kolovoza 1929. – 2. studenoga 1995.), bio je gruzijski pravoslavni redovnik i kršćanski mučenik, cijenjen zbog predanog monaškog života i pobožnosti. Uz mnoga čuda koja mu se pripisuju, grob svetog Gabrijela u Mcheti privlači sve veći broj hodočasnika. Gruzijska pravoslavna crkva službeno ga je kanonizirala 20. prosinca 2012. kao svetog oca Gabrijela, ispovjednika i jurodivnim radi Krista (წმ. ღირსი მამა გაბრიელი აღმსარებელ ი-სალოსი).

## Životopis
Gabriel je rođen kao Goderdzi Urgebadze u Tbilisiju, glavnom gradu Gruzije, kao sin funkcionera Komunističke partije Sovjetskog saveza, koji je 1931. preminuo pod sumnjivim okolnostima. Nakon vojnog roka u sovjetskoj vojsci, odlučio se pridružiti monaškom životu i zamonašio se pod imenom Gabrijel 1955. godine. Dana 1. svibnja 1965. postao je poznat u Gruziji nakon što je zapalio transparent sa slikom Vladimira Lenjina tijekom parade povodom Međunarodnog praznika rada u centru Tbilisija. Nakon što je uhićen i osuđen, proglašen je psihotičnim i zatvoren u duševnu bolnicu na sedam mjeseci, gdje je mučen zbog svoje vjere. Vijest o incidentu objavljen je i u Zapadnom svijetu, u pravoslavnom časopisu Death to the World 1994.
Gabriel je proveo veći dio svog kasnijeg života u samostanu Svete Nine, ženskom samostanu pri samostanu Samtavro u Mcheti, drevnom gradu sjeverno od Tbilisija. Tamo je i preminuo 1995. godine i pokopan u groblju crkve Samtavro.

## Štovanje
Pravoslavni kršćani vjeruju da jeromonah Gabrijel posjeduje moć iscjeljivanja i proricanja, dok se njegovi ostaci smatraju netruležnim. Čudotvornim se smatralo i ulje iz svjetiljke koja je stalno gorjela na njegovom grobu u Mcheti. Grob postaje sve popularnije mjesto hodočašća. Godine 2012. Gruzijska pravoslavna crkva službeno ga je priznala svetim. U siječnju 2014. kružile su glasine da je Gabriel u viziji dao obećanje časnoj sestri u Mcheti da će navodno dvije želje biti ispunjene onima koji stignu na grob neposredno prije pravoslavnog Božića. Te su glasine potaknule masovno hodočašće na grob tako da su dodatne policijske jedinice morale biti raspoređene za kontrolu prometa. Crkveni dužnosnici i časna sestra na kraju su odbacili glasine kao lažne.
Gabrijelove relikvije ekshumirane su radi ponovnog pokopa u posebnu kriptu unutar samostana Samtavro 22. veljače 2014. Prije ponovnog pokopa njegovo je tijelo počivalo u četiri pravoslavnih katedrala u Gruziji, privlačeći tisuće hodočasnika iz cijele zemlje.

## Vanjske poveznice
- www.monkgabriel.ge